# 蛋白质列表

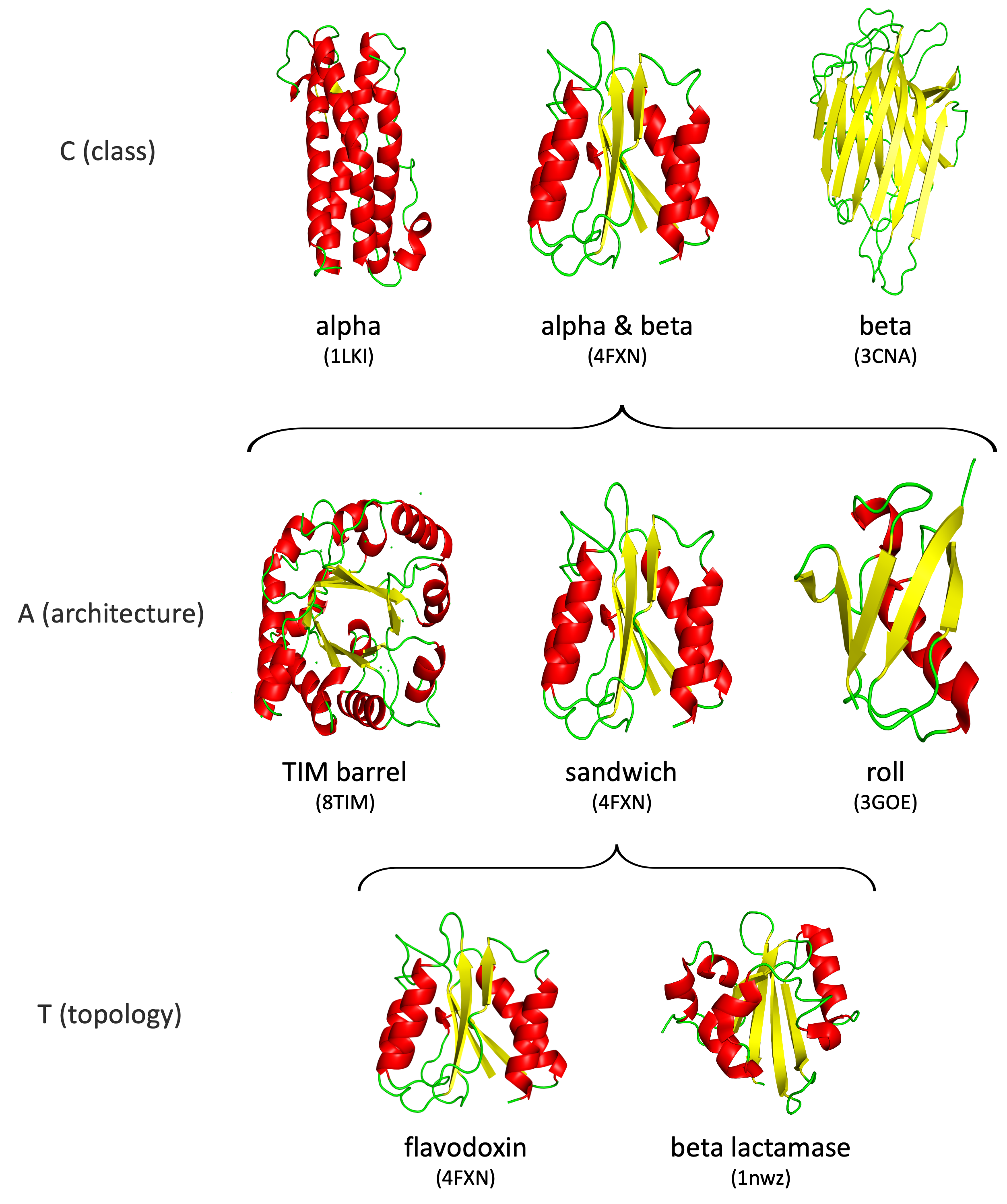
根据CATH分类方案的蛋白质结构类别示意图

本条目是关于蛋白质（包括蛋白质复合物）的列表；此表旨在编理蛋白质界的相关信息。 
除了标示有“*”的蛋白质，其余的蛋白质均存在于人类蛋白质组中。
若某一蛋白质拥有EC编号，那么该蛋白质已列入酶列表中，所以本页不再收入（不论该蛋白质是否属于以下某个分类）。

## 纤维蛋白

### 细胞骨架·细胞骨架蛋白
- 肌动蛋白
- Arp2/3复合体
- 冠蛋白
- 肌萎缩蛋白（或称作“肌营养不良蛋白”）
- FtsZ *
- 角蛋白
- 肌球蛋白
- 血影蛋白
- 微管相关蛋白
- 微管蛋白

### 细胞外基质·细胞外基质蛋白
- 胶原蛋白
- 弹性蛋白
- 底板反应蛋白
- 皮卡丘素

## 球状蛋白质

### 血浆·血浆蛋白
- 血清白蛋白
- 血清淀粉样P成分

#### 凝血因子
- 补体系统中的补体蛋白
  - C1抑制因子（或称作“C1脂酶抑制因子”）
  - C3转化酶
- 凝血因子VIII（或称作“第八因子”、“抗血友病因子”）
- 凝血因子XIII（或称作“第十三因子”）
- 纤维蛋白原
- 蛋白C
- 蛋白S
- 蛋白Z
- 蛋白Z相关蛋白酶抑制剂
- 凝血酶
- 血管假性血友病因子（或称作“血管性血友病因子”）

#### 急性时相蛋白
- C-反應蛋白

### 细胞黏附分子
- 钙黏蛋白
- 室管膜蛋白
- 整合素
- 神经细胞黏附分子
- 选凝素

### 跨膜运输蛋白
离子泵酶收入在有关酶的部分中。
- 囊性纤维化跨膜转导调节子（CFTR）
- 血型糖蛋白D
- 脂质爬行酶

#### 离子通道
- 乙酰胆碱受体
  - 毒蕈碱型乙酰胆碱受体——这些蛋白质并不是离子通道，而是G蛋白偶联受体[錨點失效]。见下
  - 烟碱乙酰胆碱受体
- 钾离子通道

#### 同向运输/逆向运输·同向运输蛋白/逆向运输蛋白
- 葡萄糖转运蛋白

### 激素与生长因子
- 表皮生长因子
- 胰岛素
- 胰岛素样生长因子
- 催产素

### 受体
- 具有酶活性的受体收入在有关酶的部分。
- 属于离子通道的受体收入在离子通道部分。

#### 跨膜受体
- G蛋白偶联受体
  - 视紫红质

#### 细胞内受体
- 雌激素受体

### DNA结合蛋白
- 组蛋白

#### 转录调控·转录因子
- CI蛋白 *

属于受体的转录调控蛋白收入在受体部分。
- C-myc蛋白
- FOXP2蛋白
- FOXP3蛋白
- MyoD蛋白
- P53蛋白

### 免疫系统·免疫系统蛋白
- 免疫球蛋白
- 主要组织相容性抗原
- T细胞受体

### 营养物质储存/运输中的蛋白质
- 铁蛋白（或称作“铁-脱铁铁蛋白复合体”）

### 伴侣蛋白
- 分子伴侣GroEL *

## 包括蛋白质的多种物质复合成的复合物
- 核小体
- 核糖核蛋白
- 信号识别蛋白（或称为“信号识别颗粒”）
- 剪接体